# 広東料理
広東料理（カントンりょうり、中国語: 廣東菜、普通話読み：Guǎngdōng cài、広東語読み：Gwong2 dung1 coi3、英語: Cantonese cuisine）は中国南部の広東省、香港、マカオ及び海外の広東系住民の居住地区で食べられている料理。粤菜（えつさい、中国語：粤菜、拼音: Yuècài、ユエツァイ）とも称され、中華料理の四大菜系、または八大菜系のひとつに挙げられる。

## 概要
広東料理と呼ばれるものは、広東省内の各地の名物料理の集大成であり、この中には大きく分けて広州料理(広府菜)、順徳料理、東江料理（客家料理）、潮州料理の四大料理があるとされる。広州が食の中心地で、「食在広州」（食は広州にあり）といわれるが、広州のレストランでも、特一級などの称号を持つ傑出した料理人は順徳出身の者が多く、広州で他の地方の料理とも融合し、改良を加えながら広州の料理が形成されたものである。もともと広東省の一部であった海南島(海南省)の海南料理は味付けや調理法から福建料理の系統と考える方が妥当である。
広東語である飲茶（ヤムチャ）やワンタンが、英語でも日本語でもそのまま外来語として使われていることからも分かるように、中華料理の中では最も世界中に広まっている。これは、清代以降にアメリカ合衆国、ハワイ、東南アジア各地などに多数移住した中国人は広東省出身者が多かったことに起因する。日本でも横浜中華街や神戸南京町には広東系の華人が多く、広東料理店が多い。
潮州料理から取り入れられたフカヒレや燕の巣を始め、貝柱、カキ、ヒラメの干物など、海産の乾物のうま味をとりいれ、総じて薄味で、素材のうま味を生かす料理が多い。調味料として、基本として砂糖、塩、コショウ、醤油、米の醸造酒とスープを用い、ショウガ、ネギで風味を加え、油や水溶き片栗粉で照りを加える。他に食材に合わせて、オイスターソース、XO醤、魚醤、蝦醤、酢、ニンニク、腐乳、八角、豆豉(トウチ)なども用いられる。海鮮や高級食材を多用することから高価な料理もあり、経済発展が続いている中国国内の各都市でも、広東料理店は増えている。
あっさりした味が多い広東省の料理でも、北部（粤北）では湖南料理や江西料理の影響を受けた辛く酸っぱい家庭料理も存在する。たとえば「酸辣椒蒸魚頭」という料理はコクレンなどの魚の頭を酢漬けのトウガラシ、ネギ、ショウガなどとともに蒸した料理で、酢醤油系のたれをかけて食べる。また、広州料理店でも「泡野山椒」というキダチトウガラシの酢漬けを用意しており、客の好みで、醤油に入れて食べることも珍しくない。

## 特色

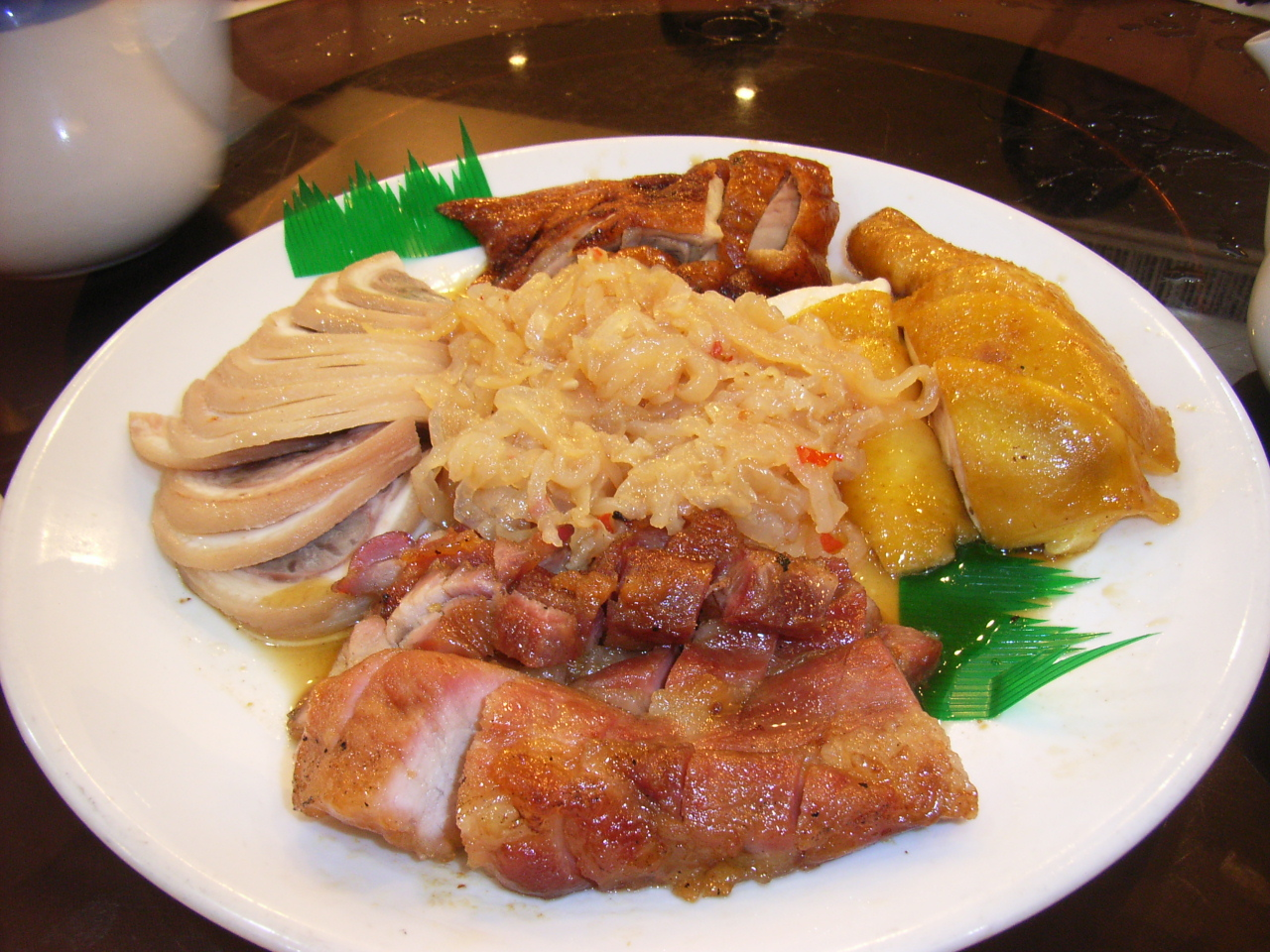
粤菜 - 焼味併盤は冷盤，あるのは海蜇、叉焼、焼鵝、焼雞、燻蹄など。

### 素材の多様性
「広東人は飛ぶものは飛行機以外、泳ぐものは船や潜水艦以外、四つ足は机と椅子以外、二本足は人間以外なんでも食べる」などと言われるほどさまざまな物を食材に使用している。嶺南地方の温暖冬季少雨気候（熱帯モンスーン気候・サバナ気候～温暖湿潤気候移行部型）で育つさまざまな野菜や海に近いために多用される海産物を中心として、燕の巣、ふかひれ、イヌ、蛇、果てはセンザンコウからゲンゴロウといった他では珍しいものまでが広東料理の食材として市場で売られている。野生動物を用いた料理は「野味」（広東語 イエメイ）と呼ばれるが、ハクビシンがSARSの感染源とされたため一部規制されるようになった。
海鮮や米を多く使った料理がポピュラーで、麺類も米で作った「粉」（ファン、ライスヌードル）も一般的であるが、元来北方の料理である小麦粉の麺料理も多く、南北の食材を取り入れていることの表れでもある。

### 調理法
調理上の特徴は、野菜などの持ち味を生かした、薄味の炒め物や蒸し魚、スペアリブ、餃子などの蒸し物が基本であるが、土鍋で煮る「煲」（ポウ）や、叉焼などのロースト「燒」（シウ）、たれで煮る「炆」（マン）、くずれるほど煮込む「熬」（アーウ）などもある。

### スープ
暑い気候である広東省では、医食同源の観点から、生薬にもなる食材、例えば山芋、杏仁、ハトムギ、麦門冬などを取り入れ、野菜や肉などをじっくり煮て、食材のエキスを抽出したとろみのないスープ「湯」を非常に重視しており、種類も多く、日常的に食べている。宴会でも最初に出される熱い料理は「湯」である。作るのに時間がかかるが、レストランでは日替わりで様々なスープを用意しており、家庭でも電気式の陶器の調理器が普及しており、家庭でもよく作られている。

### 海外の料理の交流
また、ヨーロッパの進出や香港、マカオの存在により、西洋料理やインド料理、マレー料理などの技法が持ち込まれた。これらの結果、「蛋撻」と呼ばれるカスタードクリームのエッグタルトや、パクチョイのクリーム煮、「中式牛柳」（ジュンセッガウラウ）と呼ばれる中華風ビーフステーキ、ハトシなどの折衷料理が生まれた。また、カレー粉、トマトケチャップ、沙爹醤（サテソース）といった各国の調味料も積極的に使用される。調理法においても、イセエビのチーズ焼きなど西洋料理のオーブンを使うものもある。
また、この逆にアメリカ中華料理であるチャプスイや、日本で普及した八宝菜及び中華丼は、広東料理をもとにアレンジされたものといわれる。歴史的に広東は外国との交流が深く、味もバランスの取れたものであるために世界中に広まり、現地でアレンジされたものと考えられる。他方、同じ沿岸部の料理である福建料理は、長崎ちゃんぽん、太平燕、焼きビーフンなど、外国で現地化した料理もあるが、相対的に保守的なものとなっている。

## 飲茶

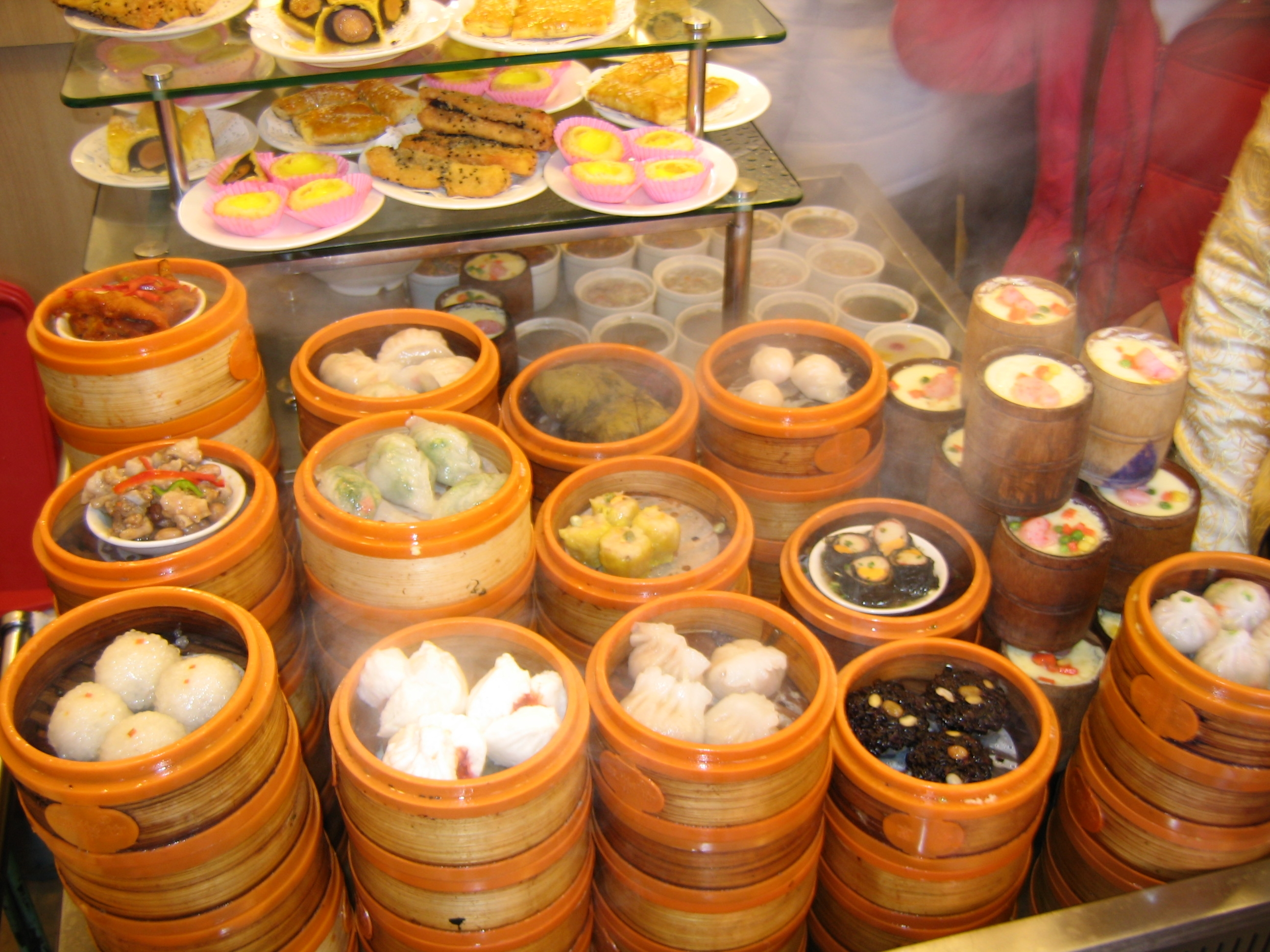
飲茶の点心

朝食として粥や油條（揚げパン）を食べる習慣は中国各地にあり、広東省でも見られるが、広東料理では、他に、朝食、茶請け、間食としての点心（飲茶 ヤムチャ）が発達していることが特筆される。点心は、元々淮揚料理の茶請けや間食として発展してきたが、広州でも茶館が独自に工夫を加えて提供するようになると、朝食として食べられるようになった。また、日中麻雀に興じる人々にとっても雀卓を囲みながら食べられて便利であり、昼食に適するものもあるなど、さまざまなニーズに合わせられる特徴がある。このため、現在も各店が改良を進め、新しいものの開発が続いている。大きなレストランでは、一口サイズの小料理を保温式のカートに乗せ、卓を巡って供給するスタイルで朝から午後まで点心を提供していたが、最近では注文式に移行しつつある。しかし、提供する時間は多様化しており、中には24時間営業の店まである。また、スーパーマーケットやコンビニエンスストアもチルドの点心を販売しており、食べたい時に食べられる環境ができている。

## 主な広東料理のメニュー

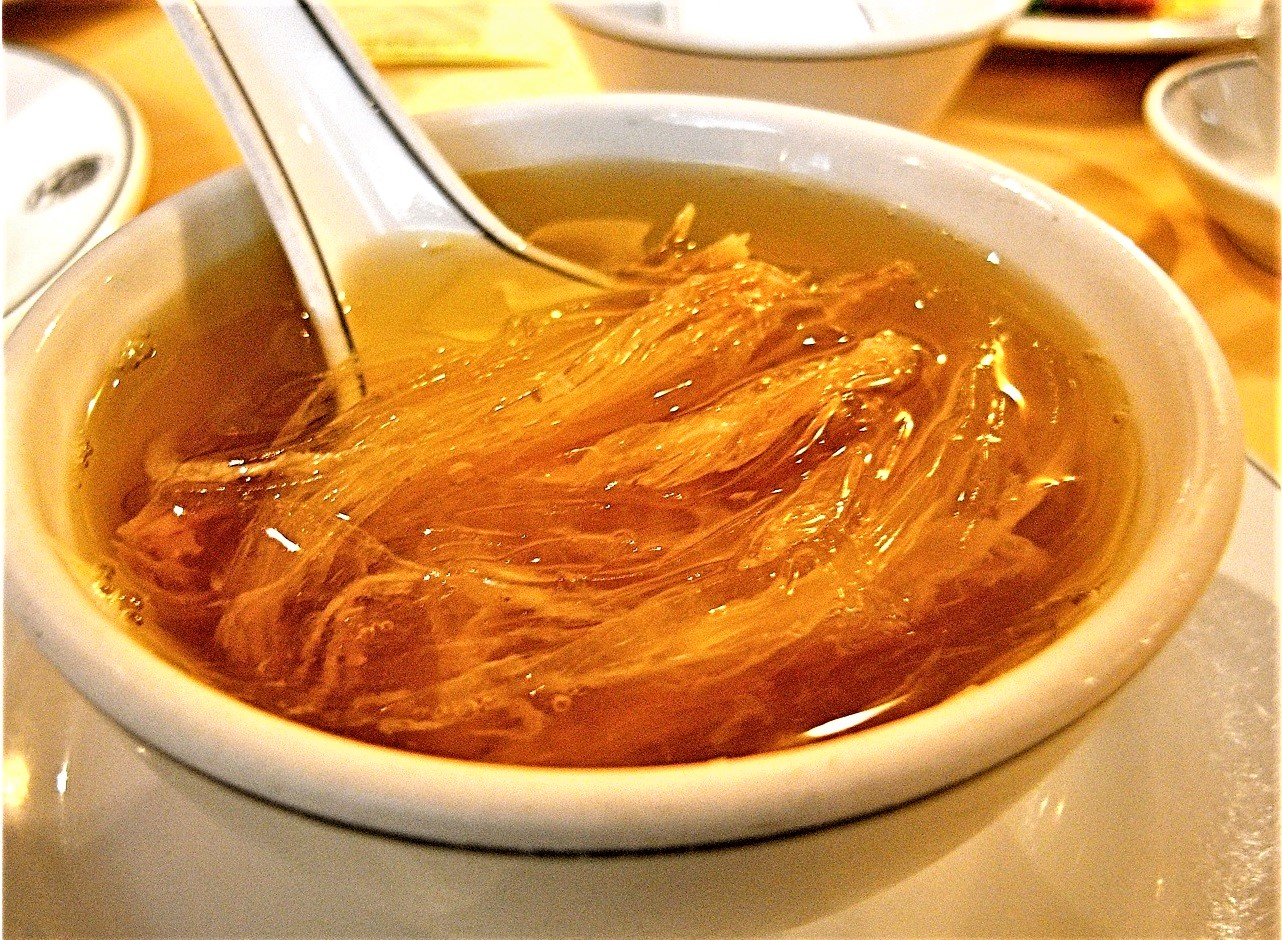
フカヒレのスープ

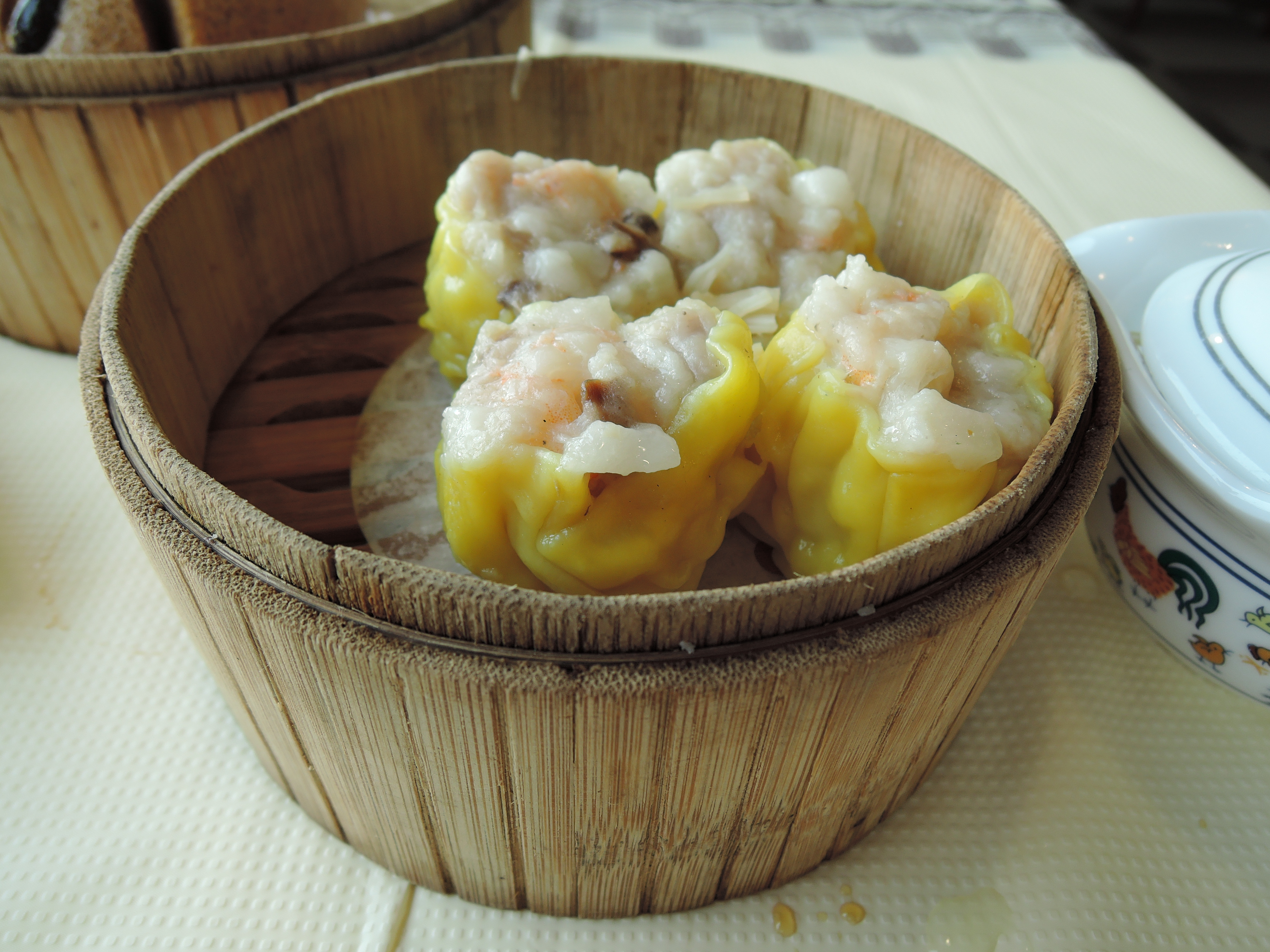
シュウマイ(燒賣)

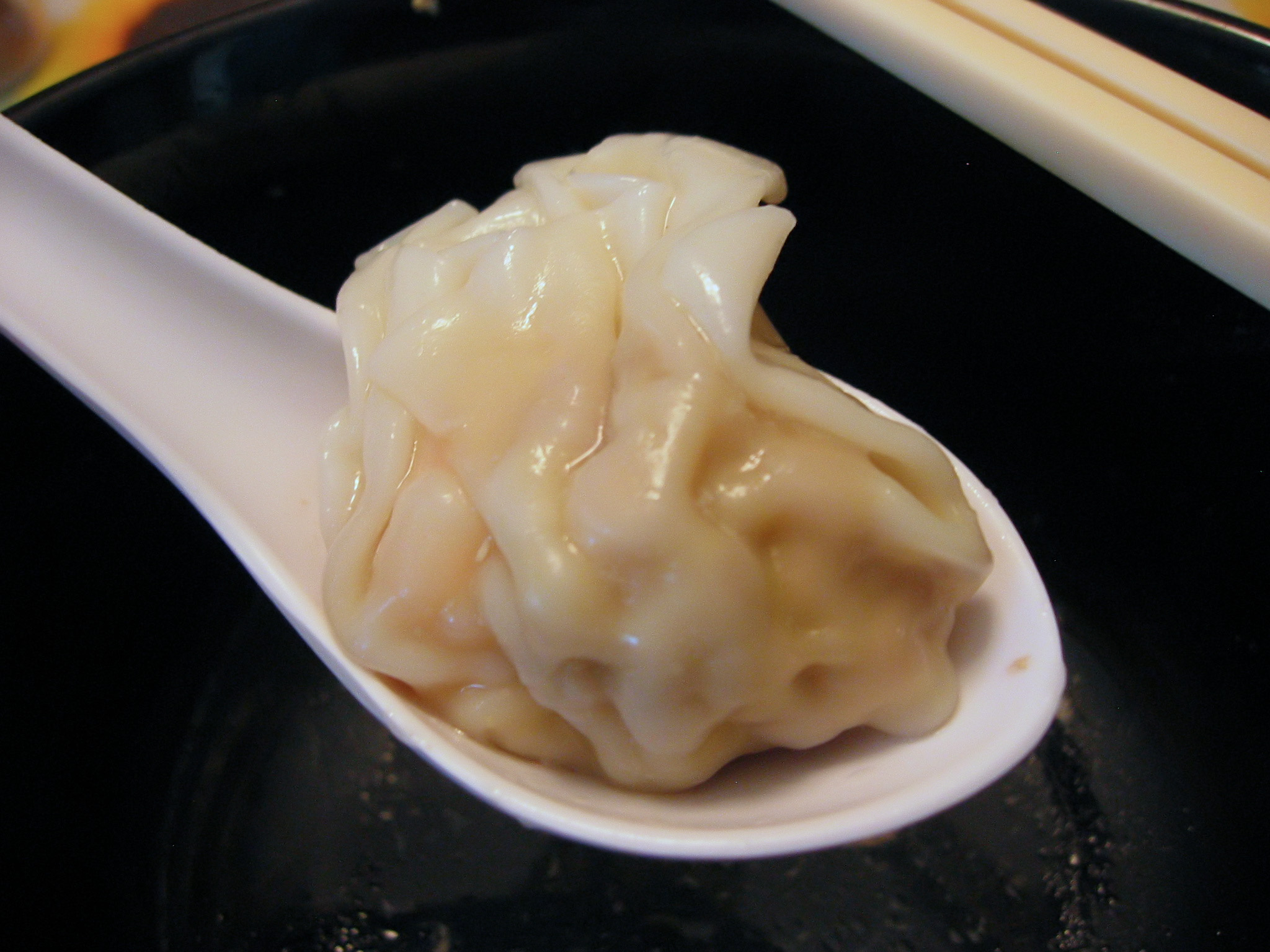
ワンタン(雲呑)

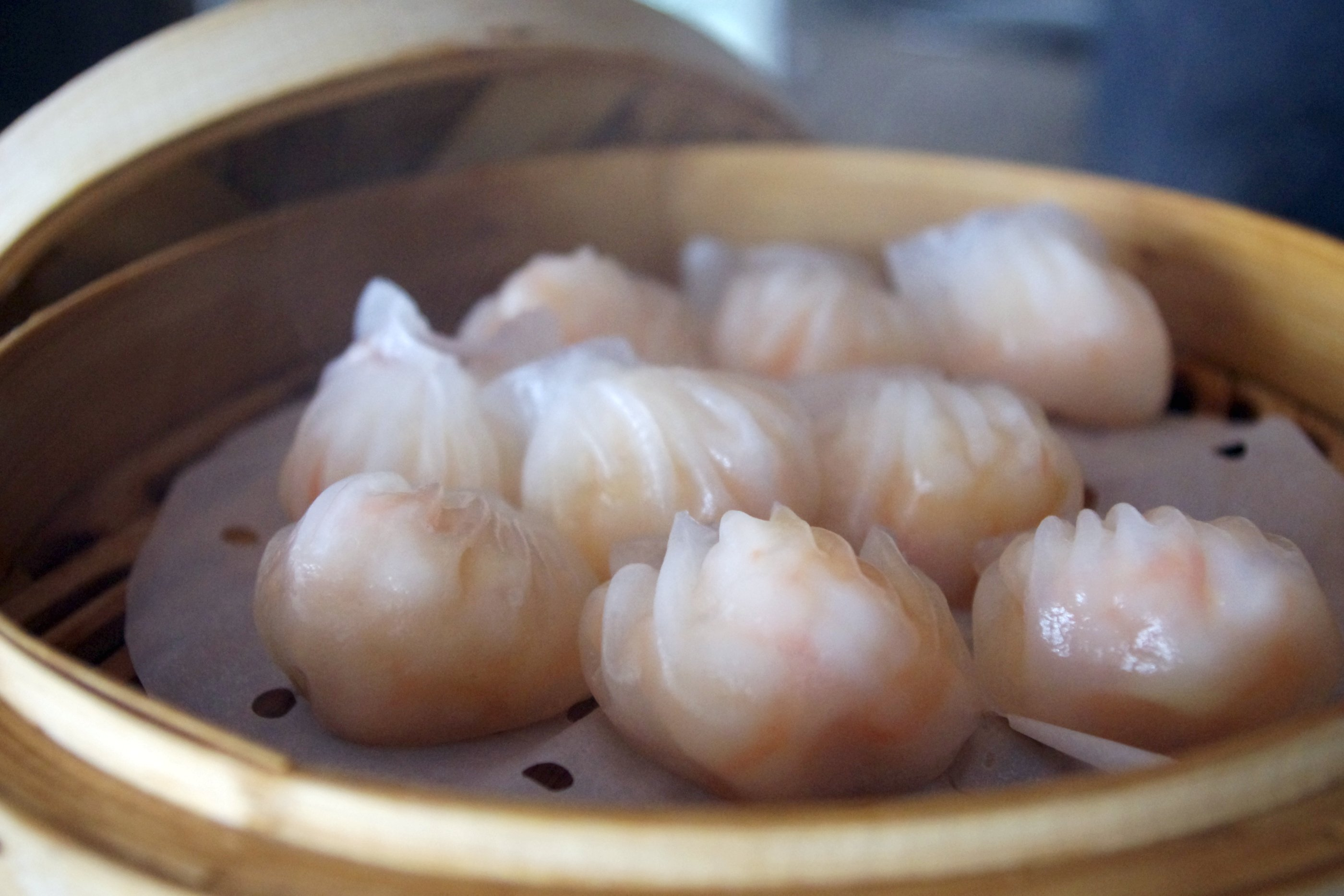
蝦餃(エビ蒸し餃子)

- チャーシュー（叉焼。(煮豚ではなく)焼き豚。）
- 焼肉 (広東料理)
- 子ぶたの丸焼き（焼豬）
- ゆで海老（白灼蝦）
- 酢豚（咕嚕肉）
- ハタ(ガルーパ)の蒸し物（清蒸石斑魚）
- シャコの塩唐辛子炒め（椒鹽瀬尿蝦）
- 鶏の唐揚げレモンソース（檸檬雞）
- 油菜の塩炒め（清炒菜心）
- レタスのオイスターソースがけ（蠔油生菜)
- 芙蓉蛋
- フカヒレのスープ
- マンゴープリン
- ブロッコリーのXO醤炒め（XO醤炒西蘭花）
- 黄ニラのふわふわ卵炒め（滑蛋炒韮黄）
- 海鮮チャーハン（海鮮炒飯）
- 二色チャーハン（鴛鴦炒飯）
- 干物チャーハン（鹹魚炒飯） - 鹹魚を使った炒飯
- 牛肉入り焼きライスヌードル（乾炒牛河、牛肉炒河粉）
- ワンタン麺（雲呑麺）
- 土鍋飯（煲仔飯）
- 刺身粥（魚生粥）
- シュウマイ（燒賣）
- ワンタン（雲呑）
- ハトシ（蝦多士）
- 腸粉
- 蛇スープ（蛇羹）
- 龍虎鳳
- エビ蒸し餃子(蝦餃 )